# Вороновка (Узденский район)
Вороновка (бел. Варано́ўка) — деревня в Узденском районе Минской области Республики Беларусь. В составе Хотлянского сельсовета.

## География
Пролегает дорога Р69.
Ближайшие населённые пункты Островок , Чирвоный Клин (Узденского района), Леоновичи, Шацк (Пуховичского района) и др.

## История
В 1909 году в составе Игуменского уезда Шацкой волости Минской губернии.
До 1 апреля 1960 года посёлок в составе Шацкого сельсовета.

## Население

### Численность
- 2009 год — 15 жителей

### Динамика
- 1909 год — 28 жителей, 4 двора[2]
- 2009 год — 15 жителей (перепись населения)[2]